# 제트에프삭스코리아
제트에프삭스코리아(영어: ZF Sachs Korea)는 독일의 자동차 부품 제조 업체이다. ZF 대한민국 생산 법인은 경상남도 창원시에 있다.